# Liga 1939
L'edizione 1939 del campionato polacco di calcio non ebbe un vincitore in quanto il campionato venne sospeso per via dell'invasione tedesca della Polonia che diede inizio alla seconda guerra mondiale.

## Classifica
| Pos | Club               | G  | Pti | V | N | P  | GF | GS |
| 1   | Ruch Chorzów       | 14 | 18  | 8 | 2 | 4  | 50 | 22 |
| 2   | Wisła Kraków       | 12 | 16  | 7 | 2 | 3  | 31 | 20 |
| 3   | Pogoń Lwów         | 13 | 16  | 7 | 2 | 4  | 27 | 22 |
| 4   | AKS Chorzów        | 12 | 15  | 6 | 3 | 3  | 30 | 14 |
| 5   | Warta Poznań       | 12 | 15  | 7 | 1 | 4  | 34 | 20 |
| 6   | Cracovia Kraków    | 13 | 14  | 7 | 0 | 6  | 23 | 32 |
| 7   | Polonia Varsavia   | 13 | 12  | 5 | 2 | 5  | 28 | 28 |
| 8   | Garbarnia Kraków   | 13 | 10  | 4 | 2 | 7  | 17 | 32 |
| 9   | KS Warszawianka    | 11 | 5   | 2 | 1 | 8  | 16 | 29 |
| 10  | Union Touring Łódź | 12 | 3   | 1 | 1 | 10 | 15 | 51 |